# Jan Brumovský
Jan Brumovský, né le 26 juin 1937 à Levice, est un footballeur international tchécoslovaque. Il évoluait au poste d'attaquant. Il participe aux Jeux olympiques d'été de 1964, remportant la médaille d'argent avec la Tchécoslovaquie.

## Biographie

### En club
Jan Brumovský réalise l'intégralité de sa carrière au Dukla Prague, club où il joue pendant 13 saisons, de 1957 à 1970.
Il remporte avec cette équipe six titres de champion de Tchécoslovaquie, et quatre Coupes de Tchécoslovaquie.
Au sein des compétitions européennes, il joue 17 matchs en Coupe d'Europe des clubs champions (quatre buts), et trois en Coupe des Coupes. Il joue à trois reprises les quarts de finale de la Coupe des clubs champions, en 1962, 1963, et 1967. Le 14 novembre 1962, il inscrit un doublé en Coupe des clubs champions, face au club danois d'Esbjerg fB (victoire 5-0).

### En équipe nationale
Jan Brumovský reçoit quatre sélections en équipe de Tchécoslovaquie entre 1958 et 1964.
Il joue son premier match en équipe nationale le 13 décembre 1958, contre l'Italie (score : 1-1 à Gênes). Il joue son dernier match le 17 mai 1964, contre la Yougoslavie (défaite 2-3 à Prague).
Il participe avec l'équipe olympique aux Jeux olympiques d'été de 1964 organisés à Tokyo. Lors du tournoi olympique, il joue six matchs, inscrivant trois buts. Il marque un doublé contre le Japon en quart, puis un but en finale contre la Hongrie. Les Tchécoslovaques s'inclinent sur le score de 2-1 face aux joueurs hongrois.

## Palmarès

### Équipe de Tchécoslovaquie
- Jeux olympiques de 1964 :
  -  Médaille d'argent.

### Dukla Prague
- Championnat de Tchécoslovaquie :
  - Champion : 1958, 1961, 1962, 1963, 1964 et 1966.
  - Vice-champion : 1959.
- Coupe de Tchécoslovaquie :
  - Vainqueur : 1961, 1965, 1966 et 1969.
  - Finaliste : 1962 et 1968.